# Barlowia pyrilampes
Barlowia pyrilampes är en fjärilsart som beskrevs av Collenette 1931. Barlowia pyrilampes ingår i släktet Barlowia och familjen tofsspinnare. Inga underarter finns listade i Catalogue of Life.